# 法塔滕達
法塔滕達（英語：Fattatenda）是西非國家甘比亞東部之甘比亞河上的村莊，位於上河區的武里縣， 距離巴賈昆達村西南幾公里。2009年所作的人口調查數據顯示，法塔滕達的人口為49人。